# Berndt Godenhielm
Berndt Adolph Fredrik Leonard Godenhielm, född 31 januari 1913 i Helsingfors, död där 29 november 1998, var en finländsk jurist.
Godenhielm fick titeln vicehäradshövding 1940 och blev juris doktor 1950. Efter en tidig karriär som advokat knöts han till Helsingfors universitet, där han var docent i civil- och handelsrätt 1952 och professor 1954–1976. Åren 1960–1972 var han huvudredaktör för Juridisk Tidskrift för Finland.
Godenhielm hade många internationella uppdrag, framför allt som expert på patentfrågor. Han var under decennier en centralgestalt inom en rad juridiska och kulturella organisationer i Helsingfors. Han utvecklade ett rikt juridiskt författarskap, bland annat Utländsk och internationell patenträtt (1953) och Patentskyddets omfattning i europeisk och nordisk rätt (1994), men skrev också släktkrönikan Kapten Berndt Godenhielm och hans barn (1990).

## Utmärkelser
- Kommendörstecknet av Finlands Lejons orden,  1963[1]
- Kommendör av Nordstjärneorden,  1966[1]
- Hedersriddare av Johanniterorden[1]

[Redigera Wikidata]